# Egentliga Tavastland
Egentliga Tavastland (finska: Kanta-Häme) är ett landskap i forna Södra Finlands län i Finland. Egentliga Tavastland gränsar i söder till Nyland, i väster till Egentliga Finland, i norr till Birkaland och i öster till Päijänne-Tavastland. Landskapets huvudort är Tavastehus stad.
Folkmängden i Egentliga Tavastland uppgick den 31 december 2012 till 175 472  invånare, landskapets totala areal utgjordes den 1 januari 2012 av 5 707,63 kvadratkilometer, och därav utgjordes landytan av 5 199,76 km² .

## Landskapsfullmäktiges ordförande
Sanni Grahn-Laasonen är sittande (2013-2016)  fullmäktigeordförande i landskapet Egentliga Tavastland.

## Kommuner
Egentliga Tavastland omfattar 11 kommuner, varav 3 är städer. Städerna är skrivna med fet stil.

- Forssa
- Hattula
- Hausjärvi
- Humppila
- Janakkala
- Jockis (fi: Jokioinen)
- Loppis (fi: Loppi)
- Riihimäki
- Tammela
- Tavastehus (fi: Hämeenlinna)
- Ypäjä

I språkligt avseende är samtliga kommuners språkliga status enspråkigt finska.

## Välfärdsområde
Hela landskapet tillhör Egentliga Tavastlands välfärdsområde som ansvarar för social- och hälsovård samt räddningstjänst.

## Ekonomiska regioner
Landskapet Egentliga Tavastland omfattar följande tre ekonomiska regioner: 
- Forssa ekonomiska region (nr 053)
- Riihimäki ekonomiska region (nr 052)
- Tavastehus ekonomiska region (nr 051)